# Jeff Dowtin
Jeffrey Lee Dowtin jr., detto Jeff (Upper Marlboro, 10 maggio 1997), è un cestista statunitense, di ruolo playmaker.

## Statistiche

### NCAA
| Anno      | Squadra        | PG  | PT  | MP   | TC%  | 3P%  | TL%  | RP  | AP  | PRP | SP  | PP   |
| --------- | -------------- | --- | --- | ---- | ---- | ---- | ---- | --- | --- | --- | --- | ---- |
| 2016-2017 | R. Island Rams | 32  | 19  | 22,2 | 41,8 | 35,1 | 57,1 | 1,5 | 2,2 | 0,5 | 0,2 | 5,5  |
| 2017-2018 | R. Island Rams | 34  | 33  | 32,9 | 44,6 | 38,7 | 70,9 | 3,1 | 5,6 | 0,9 | 0,5 | 9,6  |
| 2018-2019 | R. Island Rams | 33  | 33  | 36,6 | 47,5 | 35,4 | 74,5 | 3,4 | 3,7 | 1,4 | 0,5 | 15,3 |
| 2019-2020 | R. Island Rams | 29  | 29  | 35,6 | 42,9 | 36,0 | 75,7 | 3,5 | 3,2 | 1,3 | 0,3 | 13,9 |
| Carriera  | Carriera       | 128 | 114 | 31,8 | 44,7 | 36,1 | 71,5 | 2,9 | 3,7 | 1,0 | 0,4 | 11,0 |

#### Massimi in carriera
- Massimo di punti: 31 vs Harvard (16 novembre 2018)[1]
- Massimo di rimbalzi: 8 vs Bucknell (22 dicembre 2018)
- Massimo di assist: 10 (2 volte)
- Massimo di palle rubate: 5 vs Saint Louis (6 gennaio 2019)
- Massimo di stoppate: 3 vs Dayton (9 dicembre 2019)
- Massimo di minuti giocati: 43 (3 volte)

### NBA

#### Regular Season
| Anno      | Squadra            | PG | PT | MP   | TC%  | 3P%  | TL%  | RP  | AP  | PRP | SP  | PP  |
| --------- | ------------------ | -- | -- | ---- | ---- | ---- | ---- | --- | --- | --- | --- | --- |
| 2021-2022 | G.S. Warriors      | 4  | 0  | 6,9  | 50,0 | 0,0  | -    | 1,8 | 0,8 | 0,0 | 0,3 | 1,5 |
| 2021-2022 | Milwaukee Bucks    | 1  | 0  | 3,0  | 0,0  | 0,0  | -    | 0,0 | 0,0 | 0,0 | 0,0 | 0,0 |
| 2021-2022 | Orlando Magic      | 4  | 0  | 19,3 | 26,3 | 14,3 | 100  | 2,8 | 1,8 | 1,3 | 0,0 | 3,3 |
| 2022-2023 | Toronto Raptors    | 25 | 0  | 10,4 | 43,9 | 31,3 | 66,7 | 0,9 | 1,2 | 0,4 | 0,1 | 2,4 |
| 2023-2024 | Philadelphia 76ers | 12 | 0  | 11,8 | 55,6 | 47,4 | 75,0 | 1,7 | 2,3 | 0,6 | 0,1 | 4,3 |
| 2024-2025 | Philadelphia 76ers | 41 | 3  | 15,1 | 48,7 | 40,0 | 73,3 | 1,5 | 1,9 | 0,6 | 0,3 | 7,0 |
| Carriera  | Carriera           | 87 | 3  | 13,0 | 47,3 | 37,7 | 73,3 | 1,4 | 1,7 | 0,5 | 0,2 | 4,8 |

#### Massimi in carriera
- Massimo di punti: 10 vs Brooklyn Nets (23 novembre 2022)[2]
- Massimo di rimbalzi: 6 vs Cleveland Cavaliers (28 marzo 2022)
- Massimo di assist: 4 (3 volte)
- Massimo di palle rubate: 3 vs Detroit Pistons (24 marzo 2023)
- Massimo di stoppate: 1 (4 volte)
- Massimo di minuti giocati: 30 vs Oklahoma City Thunder (23 marzo 2022)

### NBA G-League
| Anno       | Squadra         | PG  | PT  | MP   | TC%  | 3P%  | TL%  | RP  | AP  | PRP | SP  | PP   |
| ---------- | --------------- | --- | --- | ---- | ---- | ---- | ---- | --- | --- | --- | --- | ---- |
| 2020-2021† | Lakeland Magic  | 15  | 0   | 19,7 | 48,2 | 50,0 | 100  | 1,6 | 2,5 | 0,8 | 0,1 | 6,5  |
| 2021-2022  | S.C. Warriors   | 12  | 12  | 35,1 | 44,6 | 31,5 | 87,2 | 6,2 | 5,8 | 1,3 | 0,3 | 17,7 |
| 2021-2022  | Wisconsin Herd  | 3   | 2   | 28,7 | 65,8 | 36,4 | 57,1 | 5,7 | 3,7 | 0,7 | 0,0 | 20,0 |
| 2021-2022  | Lakeland Magic  | 19  | 19  | 34,1 | 55,0 | 44,2 | 75,6 | 4,1 | 6,4 | 1,5 | 0,3 | 21,2 |
| 2022-2023  | Raptors 905     | 33  | 32  | 33,9 | 49,7 | 36,4 | 79,8 | 3,9 | 6,3 | 1,6 | 0,4 | 17,9 |
| 2023-2024  | Del. Blue Coats | 21  | 18  | 31,7 | 48,4 | 38,1 | 90,6 | 2,8 | 5,3 | 1,1 | 0,3 | 18,2 |
| 2024-2025  | Del. Blue Coats | 17  | 17  | 33,3 | 51,1 | 43,4 | 75,6 | 2,9 | 4,3 | 1,3 | 0,4 | 24,6 |
| Carriera   | Carriera        | 120 | 100 | 31,8 | 50,3 | 39,4 | 81,4 | 3,5 | 5,4 | 1,3 | 0,3 | 18,0 |

## Palmarès
- Campione NBA D-League (2021)